# NEC PC 6001 MK 2
NEC PC 6001 MK 2 (PC 6001 MK 2) је кућни рачунар, производ фирме NEC који је почео да се израђује у Јапану током 1983. године.
Користио је μPD780C-1 (Z80A компатибилан) као централни микропроцесор а РАМ меморија рачунара PC 6001 MK 2 је имала капацитет од 64 KB. 

## Детаљни подаци
Детаљнији подаци о рачунару PC 6001 MK 2 су дати у табели испод.
|                       | |
| [ 1 ]                 | |
| Произвођач            | |
| Тип                   | кућни рачунар |
| Меморија              | 64 KB |
| Поријекло             | Јапан |
| Година                | 1983 |
| Тастатура             | тастатура са пуним помаком тастера, стандардни распоред, 64 тастера, 5 функцијских тастера, 4 тастера смјера, кана тастер |
| Процесор              | |
| Фреквенција процесора | 3,9936 |
| RAM                   | 64 KB |
| ROM                   | 32 (Бејсик) + 32 (ROM са кинеским знаковима) + 16 (генератор знакова) + 16 (опциона синтеза)                              |
| Текст                 | 32 x 16, 40 x 20 |
| Графика               | 64 x 48, 80 x 40, 128 x 192, 160 x 200, 256 x 192, 320 x 200                                                              |
| Боја                  | 15 |
| Звук                  | Унутрашњи звучник, 3 гласа, 8 октава                                                                                      |
| Димензије             | 365 x 87 x 260 / 3,3 |
| Портови               | |
| Оперативни систем     | |